# Séisme du 12 juillet 1785 à Bogota
Le séisme de 1785 à Bogota a eu lieu à Santafé de Bogota, en Colombie, le 12 juillet 1785.

## Écho dans la presse
À la suite du tremblement de terre du 12 juillet 1785 d'une magnitude 6 sur l'échelle de Richter qui a presque entièrement détruit Santafé de Bogota, Antonio Nariño a l'idée de concevoir une publication sur le séisme afin de rassurer les habitants en relatant les faits et en proposant des mesures nécessaires pour la reconstruction de la capitale et des autres villes et régions touchées.
Le lendemain de la catastrophe, il expose son intention à José Antonio Ricaurte, à Fray Diego Padilla et à l'imprimeur de l'Imprimerie Royale, Antonio Espinosa de los Monteros. Diego Padilla demande le 14 juillet la permission à la Real audiencia d'éditer un journal afin d'informer le peuple sur les évènements tragiques ; cette requête est acceptée par les oidores dont le siège a été dévasté lors du séisme. Trois numéros d'El Aviso del Terremoto sont alors édités entre le 16 juillet et le 18 août et relatent les nouvelles concernant le tremblement de terre avec minutie, Diego Padilla ne participant pas à la rédaction du dernier numéro.